# PostScript
PostScript (PS) là một ngôn ngữ mô tả trang (page description language) dùng trong ngành công nghiệp xuất bản điện tử và xuất bản desktop. Nó là một ngôn ngữ lập trình liên kết, kiểu động, và được tạo ra bởi John Warnock, Charles Geschke, Doug Brotz, Ed Taft và Bill Paxton của Adobe Systems từ năm 1982 đến 1984.

## Lịch sử
Các khái niệm về ngôn ngữ PostScript được ươm mầm vào năm 1976 khi John Warnock làm việc tại Evans & Sutherland, một công ty đồ họa máy tính.

## Phần mềm
Danh sách các phần mềm có thể được sử dụng để kết xuất các tài liệu PostScript:
- Ghostscript
- pstoedit
- Zathura